# Armitage III: Poly-Matrix
Armitage III: Poly-Matrix (アミテージ・ザ・サード POLY-MATRIX?) è un film d'animazione del 1997 diretto da Takuya Satō.
L'anime rielabora sotto forma di lungometraggio i 4 OAV precedenti della serie Armitage III.
Esiste un sequel, Armitage III: Dual-Matrix ambientato alcuni anni dopo la prima storia.

## Trama
In un futuro in cui Marte è sul punto di unirsi alla Terra per formare un'unica colonia umana, prende avvio una serie di delitti piuttosto macabri che scuote l'opinione pubblica: vengono di fatto ritrovati corpi di donne orrendamente mutilate che rivelano all'interno parti robotiche. Si viene in questo modo ad ipotizzare che appartengano ad una nuova specie di cyborg.
Questi atti di violenza alimentano quindi l'odio degli uomini verso le macchine, ormai giunte ad imitarli perfettamente e quindi a prenderne il posto nei luoghi di lavoro costringendoli alla povertà. Ma sulle tracce del maniaco si mettono subito al lavoro i due detective Armitage e Ross. Entrambi nascondono segreti sulle proprie esperienze passate con i robot e sembrano mossi da questioni personali. Incontreranno infine l'essere che si nasconde dietro questi crimini, ma a quel punto scopriranno una cospirazione su scala molto più ampia di quel che avevano immaginato.

## Personaggi
- Naomi Armitage

Protagonista dell'opera, è una ragazza piuttosto vivace, ma molto accurata nel proprio lavoro di detective. Si interessa agli omicidi quando scopre che le ragazze uccise in realtà sono come lei: appartengono cioè alla terza generazione di robot marziani. Si innamora durante la missione del suo compagno, Ross, a cui infine è costretta a confessare il proprio segreto.
- Ross Sylibus

Con un passato duro alle spalle, dopo che la sua compagna è stata uccisa da un androide, si trasferisce su Marte e affianca Armitage nella ricerca del serial killer di robot. È combattuto non sapendo con certezza cosa provare nei confronti dei cyborg, visto ciò che gli è capitato in passato, ma alla fine si innamora di Armitage.

## Colonna sonora
1. Dawn In Mars
2. Armitage Main Theme
3. Second Type
4. Chase
5. The Killer
6. A City Without Sunshine
7. Phantom World - Maureen Davis
8. Cyber Transmission
9. Armitage The Short
10. A Tear Of A Cyborg
11. Bioraid
12. D'Anclaude
13. A Crystal Drop
14. More Aggressive
15. Cyber Battle
16. Silent War
17. Multi-Matrix (Ending Theme)
18. Here With You - Linda Hennrick
19. Cheat! Cheat! - Linda Hennrick